# Wilhelm Barthlott
Wilhelm A. Barthlott (Forst, Baden, 22 de abril de 1946) é um botânico alemão.

## Biografia
Graduou-se em biologia na Universidade de Heidelberg, estudando matérias secundárias como física, química e geografia. Em 1973 obteve seu doutorado com uma tese sobre a sistemática e a biogeografia dos cactus epífitas. Após sua habilitação assumiu uma cátedra na Universidade Livre de Berlim, e de 1982 a 1985 foi chefe de Departamento do Instituto para a Botânica Sistemárica e Geografia das Plantas. Em 1985 assumiu como catedrático na Universidade de Bonn e assumiu as funções de Diretor do Instituto Botânico e do Jardim Botânico. Em 2003 assumiu como Diretor e Gerente do  Nees-Institut für Biodiversität der Pflanzen (Instituto Nees para a  Biodiversidade das Plantas) além de Diretor do Jardim da Universidade de Bonn.
Foi o descobridor do mecanismo de autolimpeza da planta aquática  lótus.

## Obras
- Cacti em 1979 (sobre cactos).
- Biodiversity: A Challenge for Development Research and Policy (1998)
- Prefácio de  Cactus Family de Edward Anderson, Roger Brown (2001)

## Homenagens
- 1990 Premiado pela Academia der Wissenschaften und der Literatur zu Mainz
- 1997 Premiado pela Academia Nordrhein-Westfälischen de Wissenschaften – Klasse für Natur-, Ingenieur- und Wirtschaftswissenschaften - Düsseldorf
- 1997 Prêmio Karl Heinz Beckurts
- 1998 Nominado para o Prêmio Germano de Tecnologia e Inovação da Presidência Federal
- 1998 Ordem Andrés Bello da República da Venezuela
- 1999 Membro da Academia Alemã de Naturalistas Leopoldina (atual Academia Nacional de Naturalistas Leopoldina)
- 1999 Prêmio de pesquisa Philip-Morris
- 1999 Prêmio Ambiental Alemão
- 2001 Medalha Treviranus da Associação Alemã de Biólogos
- 2001 Prêmio GlobArt (Áustria) de Inovações Transnacionais
- 2002 Cacto de Ouro do Principado de Mônaco por méritos de pesquisa em Suculentas
- 2004 Pesquisador Residente da Universidade Duisburg-Essen
- 2005 Prêmio Innovação do Ministério Federal de Educação
- 2006 Primeiro Prêmio de Inventores da Alemanha, norte Rhine-Wetfalen
- 2007 Medalha Maecenas da Universidade de Bonn